# Borovniče
Borovniče (nemško Fahrendorf) je naselje v Občini Vrba na Koroškem v Okraju Beljak-dežela na Koroškem v Avstriji.